# Faro (atoll)
Pour les articles homonymes, voir Faro (homonymie).

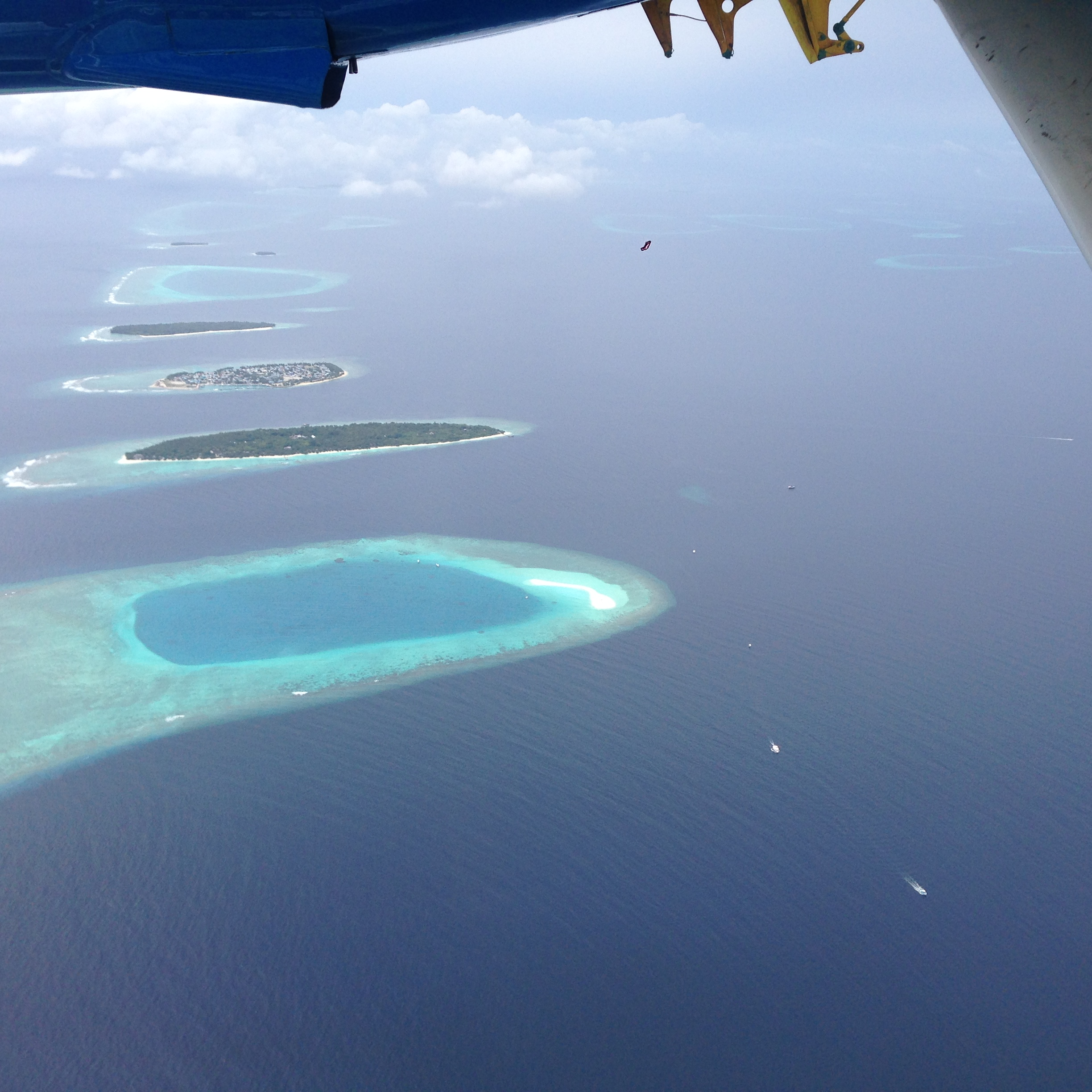
Succession d'atolls et d'îles sur le pourtour de l'atoll Maalhosmadulu aux Maldives

Un faro, ou faru est un petit atoll circulaire, formant avec d'autres faros un atoll plus grand. Les faros peuvent se trouver au centre du grand atoll, ou constituer sa limite. Ils ne se trouvent qu'aux Maldives, dans l'océan Indien.